# Ober Ost
Ober Ost je zkratka pro Oberbefehlshaber der gesamten Deutschen Streitkräfte im Osten, což je německý termín znamenající „Vrchní velitel veškerých německých sil na východě“ během 1. světové války. V praxi se toto označení vztahovalo nikoli pouze na zmíněného velitele, ale i na jeho vojenský štáb a na území ovládané ozbrojenými silami Německého císařství, jehož kontrolu toto velitelství převzalo a vytvořilo na něm vojenskou správu. Do jejího fungování se ve velké míře zapojili i místní pobaltští Němci.

## Historie
Ober Ost byl založen na rozkaz císaře Viléma II. v listopadu 1914 a jeho prvním velitelem byl pruský vojenský hrdina a pozdější německý prezident Paul von Hindenburg. Ve městech a župách byly vytvořeny správy a jmenováni náčelníci (purkmistři) měst a žup. V říjnu 1915 postoupila císařská německá armáda tak daleko na východ, že střední Polsko mohlo být podřízeno civilní správě. V souladu s tím Německo zřídilo generální gouvernement Varšava a Rakousko-uhersko generální gouvernement Lublin. Pod vojenskou správu od té doby spadaly pouze dobyté oblasti na východ a sever od středního Polska. V roce 1916, když Hindenburg nahradil náčelníka generálního štábu Ericha von Falkenhayna, převzal velení Ober Ost princ Leopold Bavorský. Po uzavření Brestlitevského míru zahrnoval a ovládal Litvu, Lotyšsko, Estonsko, Bělorusko, části Polska a Kuronsko (historické území v Pobaltí, jež leží jihozápadně od Rižského zálivu u Baltského moře). Území, které kontroloval, mělo rozlohu asi 108 808 km².

## Okupační režim
Už v prvních letech okupace byla na území Ober Ost zavedena germanizace. Německý jazyk byl již od prvních ročníků školy jako povinný předmět, Němci také počítali s osídlováním okupovaných území německými rodinami z Haliče či Ukrajiny. Mezitím se v Německu vytvořily dva názory ohledně otázky směřování baltských gubernií - první hovořili o připojení k Prusku, druzí chtěli vytvořit baltské knížectví s panovníkem Adolfem Fridrichem.
Vládu nad územím vykonávali polní velitelé, kteří měli k dispozici speciální jednotky, které měli na okupovaném území udržovat pořádek a klid, v boji se špionáží jim pomáhala polní policie. Za držení zbraní, výbušnin a střeliva byl trest smrti. Často se stávalo, že lidé byli obviněni ze špionáže a zastřeleni. Život obyvatelstva okupovaného území oklešťovalo mnoho předpisů, které vojenští představitelé distribuovali veřejným vyvěšováním v německém, židovském, ruském a polském jazyce. Pohyb byl přísně kontrolován, v noci platil zákaz vycházení. Přecházet mezi jednotlivými župami bylo možné jen se zvláštním povolením. Dále bylo zakázáno prodávat maso a zemědělské výrobky, lovit a rybařit. Za porušení pravidel následovaly sankce ve formě pokut, vězení a někdy trest smrti. Taktéž bylo zakázáno přijímat balíky, časopisy, noviny, pořádat schůze atd.

### Administrativní dělení
Ober Ost byl rozdělen do tří správních území:
- Kuronsko (německy: Kurland),
- Litva (německy: Litauen) a
- Bělostok-Grodno (německy: Bialystok-Grodno)

Každé z těchto území bylo rozděleno na okresy (Kreise), a to venkovské (Landkreise) a městské (Stadtkreise).

## Galerie

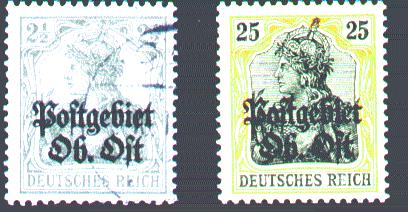
Německé poštovní známky s razítkem Poštovní oblast Ober Ost
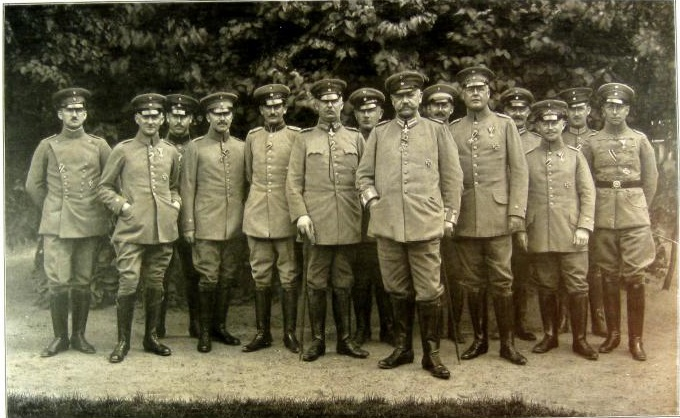
Vrchní velitel Paul von Hindenburg (v popředí) se svým štábem, po jeho pravici s vycházkovou holí náčelník štábu Erich Ludendorff, 1915
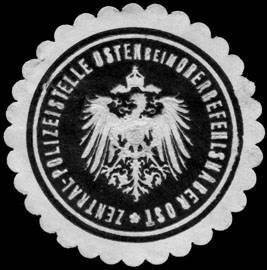
Pečeť Zentral - Polizeistelle Osten beim Oberbefehlshaber Ost
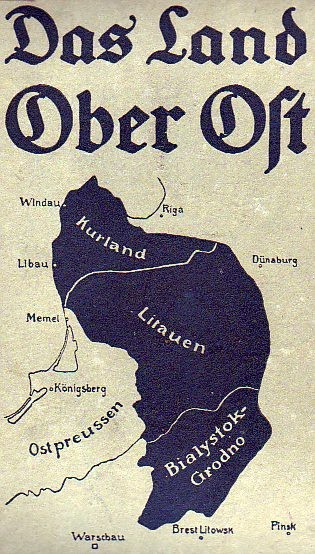
Mapa oblasti, 1917